# Klaus Hartenstein
Klaus Hartenstein (* 24. März 1930 in Breslau) ist ein ehemaliger deutscher Fußballspieler.

## Karriere
In der Jugend spielte Hartenstein beim SV Waldhof Mannheim, mit dem er auch Vizemeister wurde. Er spielte zwei Jahre lang für den 1. FC Köln, nachdem er zuvor zwei Spielzeiten für den FC Schalke 04 und eine Spielzeit für den 1. FC Kaiserslautern aktiv gewesen war. In seiner Kölner Zeit kam er zu insgesamt zwölf Einsätzen, in denen er meist den verletzten Niederländer Frans de Munck vertrat. Im Jahr 1954 verpflichtete man Günter Jansen als neuen Tormann, der gegenüber Hartenstein den Vorzug erhielt und sofort Stammkeeper wurde. Hartenstein hatte drei Trainer bei den Geißböcken: Helmut Schneider, Karl Winkler und Kurt Baluses.

## Statistik
- DFB-Pokal
1 Spiel 1. FC Köln

## Erfolge
- 1954 DFB-Pokal-Finale